# Swaine Adeney Brigg
Swaine Adeney Brigg er en britisk virksomhed, der fremstiller luksuskufferter, -tasker og -paraplyer. De tidligst nedskrevne oplysninger siger, at saddelmager John Ross lavede piske på Piccadilly i London i 1759. I 1798 købte James Swaine firmaet.

## Datteselskaber
- J. Köhler & Son, London (købt i februar 1907)
- G. & J. Zair Ltd, Birmingham (købt i 1927)
- Thomas Brigg & Sons, London (sammenlagt med Swaine Adeney Brigg i februar 1943)[1]
- Herbert Johnson, hattefabrikant i New Bond Street, London (købt i 1996)
- Papworth Industries (læderfabrikant) og Pendragon, Papworth, Cambridgeshire (købt i 1997)[1]

## Priser ved Verdensudstillinger
- 1851 Great Exhibition, London: Swaine & Adeney modtog førstepladsen i læder for "et stort udvalg af piske og stokke"
- 1851 Great Exhibition, London: Köhler (købt af Swaine & Adeney i 1907) modtog pris
- 1862 International Exhibition, London: Köhler Modtog pris
- 1879 Sydney International Exhibition: The firm G. & J. Zair (bought by Swaine & Adeney Ltd in 1927) wins first special prize for its whips
- 1880 Melbourne International Exhibition: G. & J. Zair vand førstepladsen for deres piske
- 1900 Exposition universelle, Paris: Swaine & Adeney vandt Grand Prix
- 1908 Franco-British Exhibition, London: Thomas Brigg & Sons (sammenlagt med Swaine & Adeney Ltd i 1943) vandt Grand Prix for paraplyer